# Natalia Torres
Natalia del Carmen José Torres Vilar (Lima, 20 de julio de 1966) es una actriz peruana, hija de los conocidos actores Leonardo Torres y de la española Lola Vilar. Es viuda del actor y director Óscar Carrillo.

## Teatro
- La casa de las chivas
- Agnes de Dios
- Fantásticos
- La ratonera
- Educando a Rita
- Tres amores postmodernos
- La tercera edad de la juventud
- Espinas
- El nido de las palomas
- El jardín de los cerezos
- La mujer sin memoria
- Espectros (2014)
- Los quince días de Ana y Benjamín (2015)
- Vanya y Sonia y Masha y Spyke (2016)
- La casa limpia (The Clean House) (2016) * Entre dos puertas (2016)
- Eurotrash (2017)
- Hay que salir riendo (2020)

## Televisión
- Lo que vale el saber (1978)
- Bajo tu piel (1986)
- Los de arriba y los de abajo (1994)
- Los unos y los otros (1995) Maria Clara
- Todo se compra, todo se vende (1997)
- Travesuras del corazón (1998)
- Girasoles para Lucía (1999)
- Conversando con la luna (2014-2015)
- Solo una madre (2017)
- Colorina (2017-2018)
- Señores Papis (2019)
- Chapa tu combi (2019-2020)